# Adiantum atroviride
Adiantum atroviride är en kantbräkenväxtart som beskrevs av Bostock. Adiantum atroviride ingår i släktet Adiantum och familjen Pteridaceae. Inga underarter finns listade.